# Orchis aurunca
Orchis aurunca là một loài thực vật có hoa trong họ Lan. Loài này được W.Rossi & Minut. mô tả khoa học đầu tiên năm 1985.